# Microstylum gulosum
Microstylum gulosum är en tvåvingeart som beskrevs av Friedrich Hermann Loew 1858. Microstylum gulosum ingår i släktet Microstylum och familjen rovflugor. Inga underarter finns listade i Catalogue of Life.